# Порто Алегри
 Тази статия е за бразилския град.  За града в Португалия вижте Порталегре.  
Порто Алегре (от португалски — Весел пристан, изговаря се Порту Алегри) е един от най-големите градове и столицата на щата Рио Гранде до Сул, Бразилия. Намира се непосредствено до река Гуаиба и е в най-южната част на страната.
Градът е основан с пристигането на португалските колонизатори през 1742 г. Първото му име е Порто де Виамау, а през 19 век там се заселват много германски, полски и италиански емигранти. Официалният празник на града е 2 февруари — денят на Nossa Senhora dos Navegantes, патрон на града.
Порто Алегре е и един от основните административни и финансови центрове в Бразилия.
През 2004 г. населението му е приблизително 1,5 млн. души.

## Образование
Португалският език е официален за страната и така той е основен език, който се преподава в училищата. Но английският език и испанският език са част от официалната висша учебна програма.

### Колежи и Университети
Заб.: Посочените по-долу препратки са външни и на португалски
- Universidade Federal do Rio Grande do Sul (UFRGS)
- Universidade Estadual do Rio Grande do Sul (UERGS)
- Pontifícia Universidade Católica do Rio Grande do Sul (PUC-RS)
- Universidade Federal de Ciências da Saúde de Porto Alegre (UFCSPA) Архив на оригинала от 2008-03-06 в Wayback Machine.
- Faculdades Riograndenses (FARGS) Архив на оригинала от 2008-03-11 в Wayback Machine.
- Faculdade Porto-Alegrense de Educação (FAPA) Архив на оригинала от 2008-03-14 в Wayback Machine.
- Universidade SEBRAE de Negocios (USEN) Архив на оригинала от 2008-03-20 в Wayback Machine.
- и други

## Спорт
Популярни са футболните отбори Гремио Порто Алегре и Спорт Клуб Интернасионал. Разполагат и със стадиони „Бейра-Рио“ и „Олимпико Монументал“.

## Известни личности
Родени в Порто Алегри
- Луис Инасио Адамс (р. 1965), юрист
- Родриго Галато (р. 1983), футболист
- Фернанда Лима (р. 1977), телевизионна водеща
- Сиро Мартинш (1908 – 1995), психоаналитик
- Андерсон Луиш де Абреу Оливейра (р. 1988), футболист
- Роналдиньо (р. 1980), футболист
- Жулио Титов (р. 1952), футболист

Починали в Порто Алегри
- Сиро Мартинш (1908 – 1995), психоаналитик